# António Isidoro de Sousa
António Isidoro de Sousa (Viana do Alentejo, 4 de Abril de 1843 – 19 de Dezembro de 1914) foi um político, empresário e veterinário português. É considerada uma das personagens mais importantes na história de Viana do Alentejo, devido principalmente aos seus esforços pelo desenvolvimento económico e social, e pela restauração do concelho após ter sido extinto, nos finais do Século XIX.

## Biografia

### Nascimento e formação
Nasceu em 4 de Abril de 1843 em Viana do Alentejo, filho do médico António José de Sousa e de Maria José de Sousa. Em 1864 formou-se em agronomia e veterinária no Instituto Agrícola de Lisboa, com uma tese sobre as actividades agrícolas no concelho de Viana, que foi publicada no mesmo ano no periódico Archivo Rural.

### Carreira política e profissional
Trabalhou como intendente de pecuária em Coimbra e no Distrito de Évora, e como agrónomo distrital em Beja, onde impulsionou o uso de adubos químicos e colaborou na criação de uma adega social. O exercício daqueles cargos foi alternado com a exploração de grandes herdades agrícolas em Almeirim e Val de Reis. Na Década de 1870, foi um dos fundadores da Liga dos Lavradores do Baixo Alentejo, em Beja. Em 1892, fundou a União Vinícola e Oleícola do Sul, em Viana do Alentejo, que foi considerada uma das mais inovadoras no Alentejo do seu período, e a a primeira cooperativa agrícola em Portugal. Também fundou uma adega em Viana do Alentejo.
Fez igualmente parte da Real Associação Central da Agricultura Portuguesa, onde foi responsável pela organização do Congresso Agrícola de 1888. Esteve em contacto com várias figuras proeminentes do seu período, tendo recusado vários convites para cargos importantes, como professor na Escola de Medicina Veterinária de Lisboa, director-geral para a agricultura, deputado ou governador civil, preferindo em vez disso dedicar-se à sua terra natal. Fez grandes viagens ao longo do continente europeu, onde teve conhecimento dos avanços na agricultura, que tentou depois aplicar em Viana do Alentejo. Foi por seu convite que o arqueólogo José Leite de Vasconcellos veio a Viana do Alentejo, para fazer pesquisas no concelho. Também foi responsável pela organização das primeira corridas de cavalos em Évora e em Sintra.
Herdou da sua família um grande apego à fé cristã, e o empenho em apoiar as classes mais desfavorecidas em Viana do Alentejo. Com efeito, os seus pais esforçaram-se pela educação dos mais pobres e fizeram várias obras de caridade, destacando-se a fundação da Creche e Asilo de Órfãos de Viana. Isidoro de Sousa continuou a obra social dos seus progenitores, tendo em 1893 fundado a Escola Industrial Médico Sousa, em honra do seu pai, onde se ensinava cerâmica e desenho industrial, e uma cooperativa popular de consumo, em conjunto com uma sociedade para socorros mútuos e uma caixa de crédito popular.
Em 1892, foi o impulsionador de um decreto de Pedro Victor para permitir a divisão das propriedades por parte das corporações. Na sequência da emissão desse decreto, procedeu à divisão de três herdades junto a Viana do Alentejo, o que favoreceu o seu acesso por parte da camada mais pobre da população. Pouco antes de morrer, tinha começado uma série de lições práticas de agricultura aos novos coureleiros de uma propriedade que tinha recentemente dividido.
Em 1895, o governo determinou a extinção do concelho de Viana do Alentejo, que foi passado para Évora, tendo António Isidro de Sousa liderado uma campanha de restauração do município, concluída com sucesso em 13 de Janeiro de 1898. Nesse ano tornou-se presidente da câmara, embora tenha ocupado aquele cargo durante apenas um ano, tendo-se recusado a renovar o mandato. Apesar de ter sido autarca durante um curto período, conseguiu empreender um grande programa de obras públicas no concelho, principalmente em termos do abastecimento de água e de canalizações para os chafarizes e fontes da vila.

### Falecimento
António Isidoro de Sousa faleceu em 19 de Dezembro de 1914, vítima de uma hemorragia no cérebro.

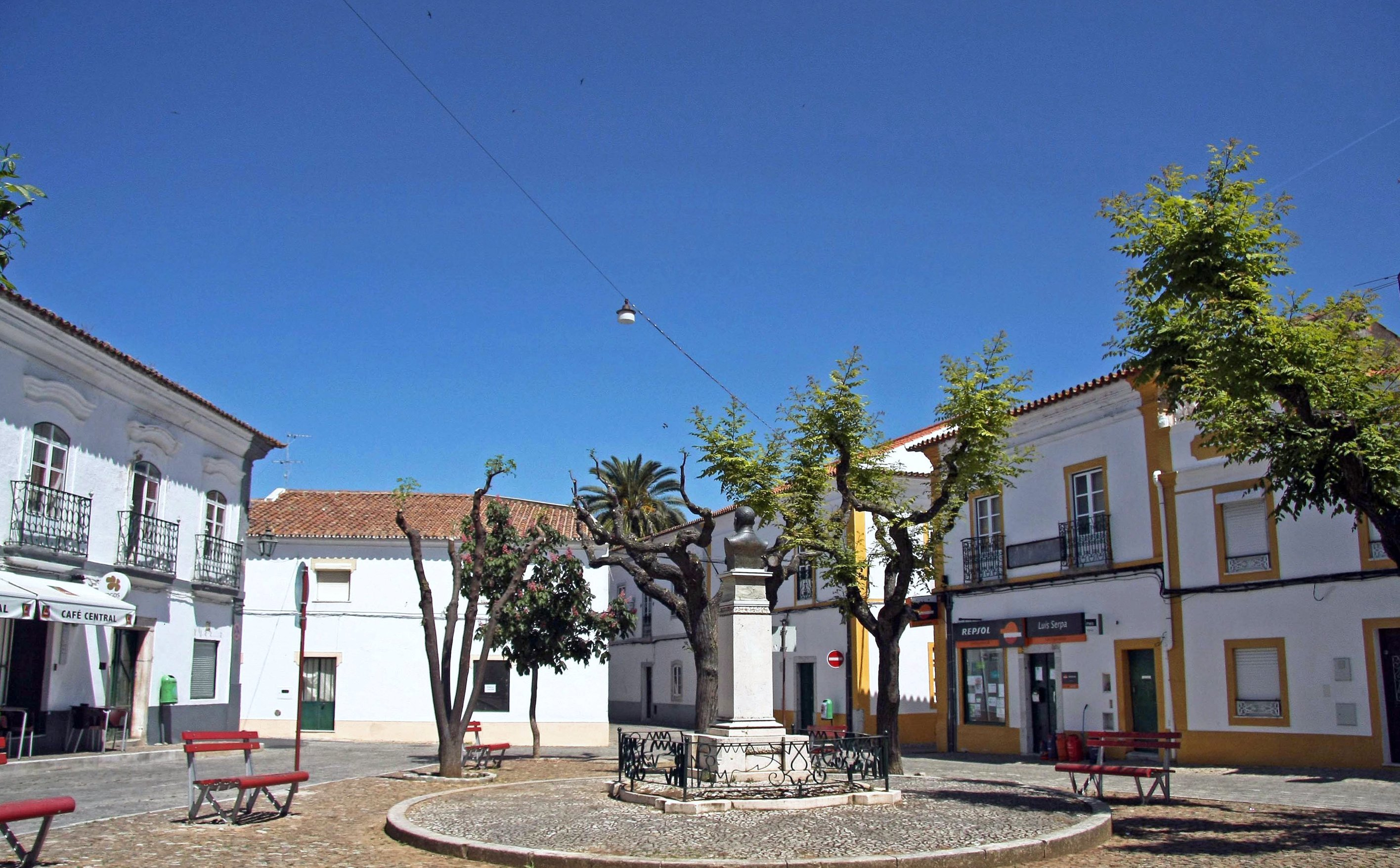
Praça da República em Viana do Alentejo, com o busto a António Isidoro de Sousa no centro.

## Homenagens
Em sua homenagem, os operários de Viana do Alentejo fundaram em 1899 a Caixa Económica Operária Isidoro de Sousa, instituição que prestava socorros mútuos em situações de doença, e que dava aulas de ensino primário aos sócios.
Em 28 de Abril de 1940, foi inaugurado um monumento em honra de António Isidoro de Sousa na Praça da República, pelo seu irmão, José Fernando de Sousa.
Em Dezembro de 2014, a autarquia de Viana do Alentejo organizou um evento de homenagem a Isidoro de Sousa, por ocasião do centenário do seu falecimento, tendo sido colocada uma coroa de flores junto do seu busto, na Praça da República.